# Circonscription de Dugida/Meki
La circonscription de Dugida/Meki est une des 177 circonscriptions législatives de l'État fédéré Oromia, elle se situe dans la Zone Est Shoa. Son représentant actuel est Tola Beriso Geda.